# دش نيتورك
دش نيتورك (بالإنجليزية: Dish Network) هي شركة تلفزيونية أمريكية مقرها إنجلوود، كولورادو. هي صاحبة مزود البث المباشر الفضائي دش (Dish)، وخدمة آي بي تي في أوفر ذا توب، وخدمة سلينغ تي في. تعمل دش نيتورك أيضًا على تشغيل دش وايرليس لتقديم الخدمة اللاسلكية المحمولة، والتي تقدم حاليًا خدمة مدفوعة مسبقًا إلى 9.3 مليون عميل مع شراء بوست موبايل في 1 يوليو 2020. تعتزم دش بتقديم خدمة الدفع الآجل كذلك في المستقبل. لدى الشركة ما يقرب من 16000 موظف. مثل العديد من مقدمي الخدمات الآخرين، تتأثر دش باتجاه قطع الأسلاك حيث يتحول الأشخاص نحو البث التلفزيوني القائم على الإنترنت. في نهاية عام 2018، فقدت دش 381,000 مشترك في الربع الرابع من عام 2018. كان لدى دش 9.9 مليون مشترك بالأقمار الصناعية، بانخفاض عن 11 مليون في العام السابق، و 14 مليون مشترك في 2014. منافسيها الأساسيون هم خدمة الأقمار الصناعية آي تي آند تي المعروفة باسم دايركت تي في ومقدمي خدمة التلفزيون الكبلي. بلغت إيرادات الشركة للسنة المالية 2018 ما قيمته 13.6 مليار دولار.

## دش وايرليس (موفر خدمة دش اللاسلكية)
دش وايرلس هو مزود لاسلكي مملوك لشركة دش نيتورك، وهو يخدم حاليًا الولايات المتحدة. استحوذت مؤخرًا على بوست موبايل في 1 يوليو 2020. تستخدم بوست موبايل حاليًا شبكة تي موبايل الولايات المتحدة لمدة 7 سنوات بسبب اتفاقية بين دش نيتورك و تي موبايل الولايات المتحدة . دش وايرليس ليس لديها حاليا شبكة خاصة بها. تقوم دش وايرليس حاليًا ببناء شبكات الجيل الخامس الخاصة بها. تلتزم دش بتغطية 70٪ من الأمريكيين مع شبكات الجيل الخامس بحلول نهاية يونيو 2023.

## وصلات خارجية
- الموقع الرسمي
- قائمة قنوات شبكة دش نيتورك